# Петров, Алексей Зиновьевич
Алексе́й Зино́вьевич Петро́в (15 (28) октября 1910, село Кошки, Самарская губерния — 9 мая 1972, Киев) — советский математик и физик-теоретик, академик АН УССР (1969), основатель научной школы по гравитации и теории относительности, с 1960 года — заведующий кафедрой теории относительности и гравитации Казанского государственного университета (КГУ), с 1970 года — заведующий отделом теории относительности и гравитации Института теоретической физики АН УССР. Автор классификации полей тяготения по трём типам (типам Петрова).

## Биография

### Детство
А. З. Петров родился 15 (28) октября 1910 года в селе Кошки Самарской губернии в семье сельского священника. Он был двенадцатым ребёнком (из тринадцати) в семье.
Когда ему было пять лет, отец умирает от туберкулёза, а вскоре после этого сгорает дом вместе со всем имуществом. Эта беда заставляет мать Алексея отдать его с младшим братом на воспитание их тётке по отцу — Екатерине Васильевне Петровой. Позже Е. В. Петрова усыновляет мальчиков и даёт им свою фамилию.
После получения начального образования в родном селе Кошки Алексей переезжает в Мелекесс (ныне Димитровград), где в 1926 году заканчивает школу-семилетку. Здесь впервые проявились незаурядные математические способности мальчика. После окончания школы Алексей поступает в Мелекесский педагогический техникум, но через год он оставляет учёбу и поступает на работу.

### Учёба и работа в Казани
В 1931 году вместе со своим младшим братом Алексей Петров приезжает на заработки в Казань, где трудится на строительстве КазГРЭС (ныне ТЭЦ-1). В 1932 году он экстерном сдаёт экзамены за среднюю школу и в том же году поступает на физико-математический факультет Казанского государственного университета.
В университете А. З. Петров под руководством профессора П. А. Широкова начинает занимать приложением геометрии к теории гравитации. Однако в 1941 году эти занятия прерываются: не успев закончить кандидатскую диссертацию, Алексей Зиновьевич уезжает на фронт командиром взвода миномётчиков. Тем не менее, в январе 1943 года, получив отпуск, А. З. Петров успешно защищает свою диссертацию. В августе того же года, после тяжёлого ранения, он возвращается в Казань.
После демобилизации до 1945 года Алексей Зиновьевич работает доцентом Казанского авиационного института. 
В 1945 году переходит на работу в Казанский государственный университет на кафедру геометрии.
В послевоенные годы окончательно складываются научные интересы А. З. Петрова — приложения математических методов (геометрии, теории групп, алгебры) к теории физического поля. 
В 1946 году он начал исследование пространств Эйнштейна, а в 1952-54 годах доказал теорему, принесшую ему впоследствии мировую известность. В этой теореме устанавливается существование трёх типов пространств Эйнштейна (в дальнейшем они получили в мировой литературе название типов Петрова). Классификация пространств Эйнштейна по трём типам стала основой докторской диссертации А. З. Петрова, защищенной в 1957 году в МГУ.
В октябре 1956 года А. З. Петров становится профессором кафедры геометрии Казанского университета, а в 1960 году возглавляет первую (и до сих пор единственную) в Советском Союзе кафедру теории относительности и гравитации, основанную при его деятельном участии на физическом факультете Казанского университета.
Не прекращая научных исследований, А. З. Петров отдаёт в это время много сил организационной и методической работе: готовит и читает в это время множество спецкурсов по гравитации, теории относительности и смежным дисциплинам, отдаёт много времени научной работе со студентами, аспирантами и ассистентами кафедры, руководит несколькими постоянно действующими семинарами и редактирует периодический сборник «Гравитация и теория относительности», издаваемый Казанским университетом. За короткий срок он воспитал целую плеяду талантливых учеников, создав научную школу, известную далеко за пределами Казани.
В 1960 году Алексея Зиновьевича утверждают председателем секции гравитации Научно-технического совета Министерства высшего и среднего специального образования СССР и председателем Советской комиссии в Международном комитете по гравитации и теории относительности. А. З. Петров занимает эти посты до конца своей жизни, сыграв большую роль в организации и развитии исследований по гравитации в Советском Союзе и за рубежом.
В 1960-е годы выходят из печати монографии А. З. Петрова «Пространства Эйнштейна» и «Новые методы в общей теории относительности», подытоживающие результаты его многолетних исследований. Эти монографии, занимающие особое место в мировой литературе по общей теории относительности, быстро получили всеобщее признание и были переведены на многие иностранные языки.
В эти годы А. З. Петров сыграл большую роль в организации и развитии исследований по гравитации в Советском Союзе и мире. Он много ездил по стране, бывал за рубежом, входил в оргкомитеты всех советских гравитационных конференций, выступал с докладами на международных конференциях и симпозиумах (1962, Варшава; 1965, Лондон; 1967, Париж; 1969, Рим, Флоренция; 1970, 1971, Копенгаген). Он также был редактором многих издаваемых в СССР книг по теории относительности и гравитации.

### Переезд в Киев
26 декабря 1969 года А. З. Петров избирается академиком АН УССР, а в июле 1970 года возглавляет отдел теории относительности и гравитации Института теоретической физики АН УССР. Совместно с профессором В. Б. Брагинским (МГУ) А. З. Петров руководит экспериментами по обнаружению гравитационного излучения.
В Киеве Алексей Зиновьевич много болеет, но даже лёжа в клинике, он продолжает работать. Ежедневно, по специальному графику, принимает в своей палате аспирантов и сотрудников отдела, руководит, консультирует.
В апреле 1972 года за цикл работ «Инвариантно-групповые методы исследования в теории гравитации» А. З. Петрову была присуждена Ленинская премия, а 9 мая того же года он умер в больнице, на следующий день после операции. Причиной смерти стал тромб в сердце.

## Основные работы

### Монографии
- Петров А. З. Пространства Эйнштейна. — М.: Физматгиз, 1961.
- Петров А. З. Новые методы в общей теории относительности. — М.: Наука, 1966.

### Статьи
- Петров А. З. Об одновременном приведении тензора и бивектора к каноническому виду // Учёные записки Казанского государственного университета. — 1950. — Т. 110. Книга 3. — С. 5-17.
- Петров А. З. О пространствах, определяющих поля тяготения // Доклады Академии наук СССР. — 1951. — Т. XXXI. — C. 149—152.
- Петров А. З. О существовании в поле тяготения гармонической функции, зависящей только от расстояния // Учёные записки Казанского государственного университета. — 1951. — Т. 111. Книга 8. — С. 87-95.
- Петров А. З. Регулярные пространства Эйнштейна, допускающие транзитивную группу движений // Учёные записки Казанского государственного университета. — 1952. — Т. 112. Книга 10. — С. 27-33.
- Петров А. З. Поля тяготения с комплексными стационарными кривизнами // Учёные записки Казанского государственного университета. — 1952. — Т. 112. Книга 10. — С. 35-47.
- Петров А. З. Классификация пространств, определяющих поля тяготения // Учёные записки Казанского государственного университета. — 1954. — Т. 114. Книга 8. — С. 55-69.
- Петров А. З. О полях тяготения простого типа с вещественными стационарными кривизнами // Учёные записки Казанского государственного университета. — 1955. — Т. 115. Книга 14. — С. 41-52.
- Петров А. З. Классификация полей тяготения общего вида // Известия вузов. Математика. — 1958. — № 6. — С. 226—232.
- Петров А. З. О симметрических полях тяготения // Известия вузов. Математика. — 1959. — № 2. — С. 189—197.
- Петров А. З., Кайгородов В. Р., Абдуллин В. Н. Классификация полей тяготения общего вида по группам движений. I. // Известия вузов. Математика. — 1959. — № 6. — С. 118—130.
- Петров А. З., Кайгородов В. Р., Абдуллин В. Н. Классификация полей тяготения общего вида по группам движений. II. // Известия вузов. Математика. — 1960. — № 1. — С. 175—187.
- Петров А. З., Кайгородов В. Р., Абдуллин В. Н. Классификация полей тяготения общего вида по группам движений. III. // Известия вузов. Математика. — 1960. — № 4. — С. 158—169.
- Петров А. З. О геодезическом отображении пространств Эйнштейна // Известия вузов. Математика. — 1961. — № 2. — С. 130—136.
- Петров А. З., Кайгородов В. Р., Абдуллин В. Н. Классификация полей тяготения общего вида по группам движений. IV. // Известия вузов. Математика. — 1962. — № 1. — С. 130—142.
- Петров А. З. Геометрия и физическое пространство-время // Итоги науки и техники. Серия Алгебра. Топология. Геометрия. Фундаментальные направления. — Т. 5. Алгебра. Топология. Геометрия / Научный редактор член-корреспондент АН СССР Р. В. Гамкрелидзе. — М.: ВИНИТИ, 1968. — C. 221—265.